# میرطاهر موسوی (سیاستمدار زاده ۱۳۴۰)
میرطاهر موسوی نماینده اصلاح طلب مردم کرج در مجلس ششم، جامعه‌شناس و فعال اجتماعی است.

## فعالیت‌ها
او به عنوان فرماندار کرج در پشتیبانی از لشکر سیدالشهدا در جنگ ایران و عراق نقش مهمی داشته‌است. او پس از نمایندگی به فعالیت‌های اجتماعی و خیریه خود که از گذشته به آن اشتغال داشت، پرداخت و به تأمین آسایشگاه کهریزک و مدرسه سازی و ساخت مراکز درمانی ادامه داد.
میرطاهر موسوی استاد جامعه‌شناسی دانشگاه و عضو انجمن جامعه‌شناسی ایران بود که توسط انجمن جامعه‌شناسی و استادان به دبیری دومین همایش آسیب‌شناسی اجتماعی کشور برگزیده شد که قرار بود در اسفندماه ۱۳۹۰ برگزار شود اما با فشار نهادهای امنیتی لغو شد در حالی که دانشگاه‌های مختلف و معاونت پیشگیری از جرائم قوه قضاییه و شهرداری تهران در برگزاری آن همکاری داشتند. میرطاهر موسوی در جریان انتخابات ریاست جمهوری ایران (۱۳۸۸) در ستاد میرحسین موسوی، معاونت هماهنگی را برعهده داشته‌است.

## بازداشت
او در مرداد ماه ۱۳۹۱، در بازگشت از یک سفر خانوادگی از ترکیه به ایران در فرودگاه بین‌المللی تهران توسط وزارت اطلاعات بازداشت شد و پس از تحمل ماه‌ها زندان انفرادی و بازجویی، بدون حضور وکیل به دادگاه معرفی شد.

 او در ۲۷ شهریور ۱۳۹۲، بدون محاکمه یا اعلام قبلی از زندان آزاد شد.